# Saman Ghoddos
Saman Ghoddos (født 6. september 1993 i Malmø, Sverige), er en svensk/iransk fodboldspiller (midtbane/angriber).
Ghoddos spiller for Östersund i Allsvenskan, som han har repræsenteret siden 2016. Han har tidligere spillet for blandt andet Syrianska og Trelleborg. Hos Östersund var han med til at vinde Svenska cupen i 2017, og året efter nå 1/16-finalerne i Europa League.

## Landshold
Som født i Sverige af iranske forældre, kunne Ghoddos repræsentere både det svenske og det iranske landshold. Han spillede to venskabskampe for Sverige i foråret 2017, mod henholdsvis Slovakiet og Elfenbenskysten.
Da man ikke er låst som landsholdsspiller, hvis man kun har spillet venskabskampe, var døren for at spille for Iran imidlertid stadig åben, og den mulighed udnyttede Ghoddos senere samme år. Han debuterede for det iranske landshold i en venskabskamp mod Togo 5. oktober 2017. Han blev efterfølgende udtaget til VM 2018 i Rusland.